# Anthophora cockerelli
Anthophora cockerelli är en biart som beskrevs av Timberlake 1937. Anthophora cockerelli ingår i släktet pälsbin, och familjen långtungebin. Inga underarter finns listade i Catalogue of Life.